# Dan Dumitru Zamfirescu
|  | Dieser Artikel wurde auf den Seiten der Qualitätssicherung des Projektes Politiker eingetragen. Hilf mit, ihn zu verbessern, und beteilige dich an der Diskussion! |

Dan Dumitru Zamfirescu (* 1. November 1953 in Craiova)  ist ein rumänischer Politiker der Partidul România Mare.

## Leben
Zamfirescu studierte Wirtschaftswissenschaften an der Akademie für Wirtschaftswissenschaften Bukarest, machte dort 1977 seinen Abschluss und war anschließend von 1977 bis 1980 als Ökonom am Zentralinstitut für wirtschaftswissenschaftliche Forschung Bukarest tätig. Von 1981 bis 1989 war er Offizier beim rumänischen Innenministerium. Danach war er von 1990 bis 2002 Offizier beim rumänischen Nachrichtendienst. Von 2004 bis 2008 gehörte er dem rumänischen Parlament an.
Am 9. Januar 2013 rückte er für George Becali in das Europäische Parlament nach.